# Bーぐる

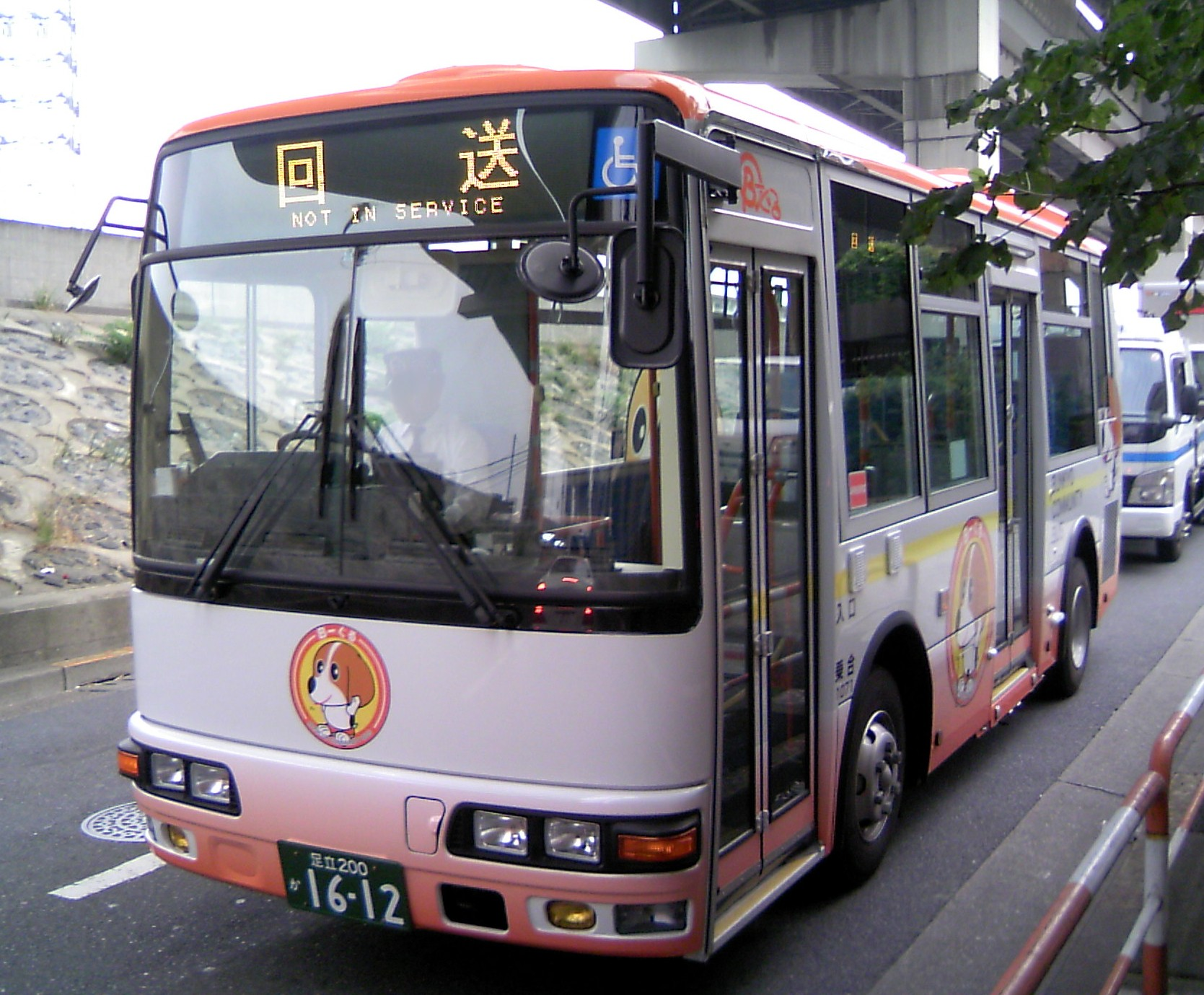
Bーぐる 千駄木・駒込ルート用車両
（2007年4月26日～2015年10月31日）

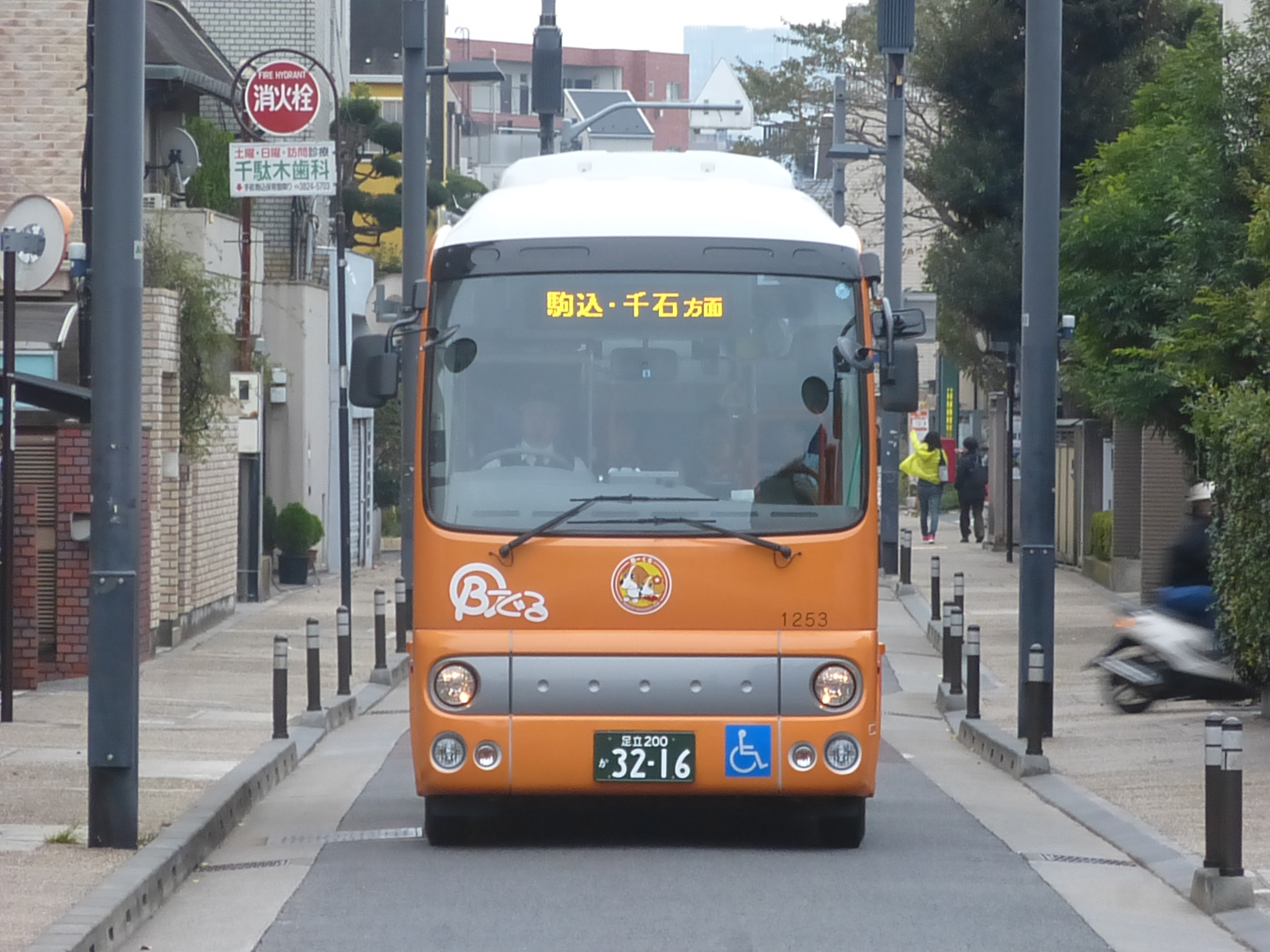
Bーぐる 千駄木・駒込ルート用車両
（2015年11月1日～)

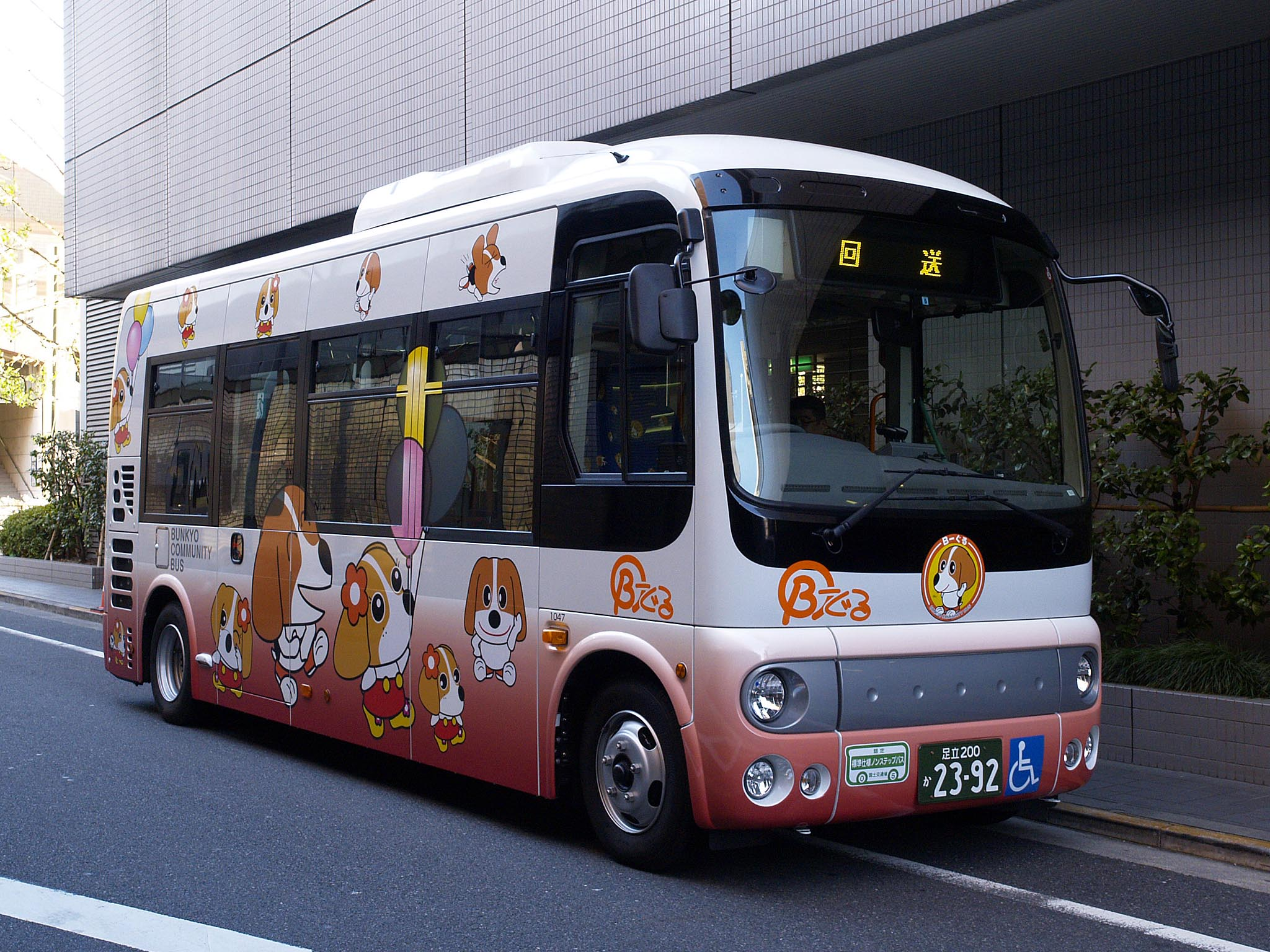
Bーぐる 目白台・小日向ルート用車両
（2016年11月1日〜2020年9月11日)

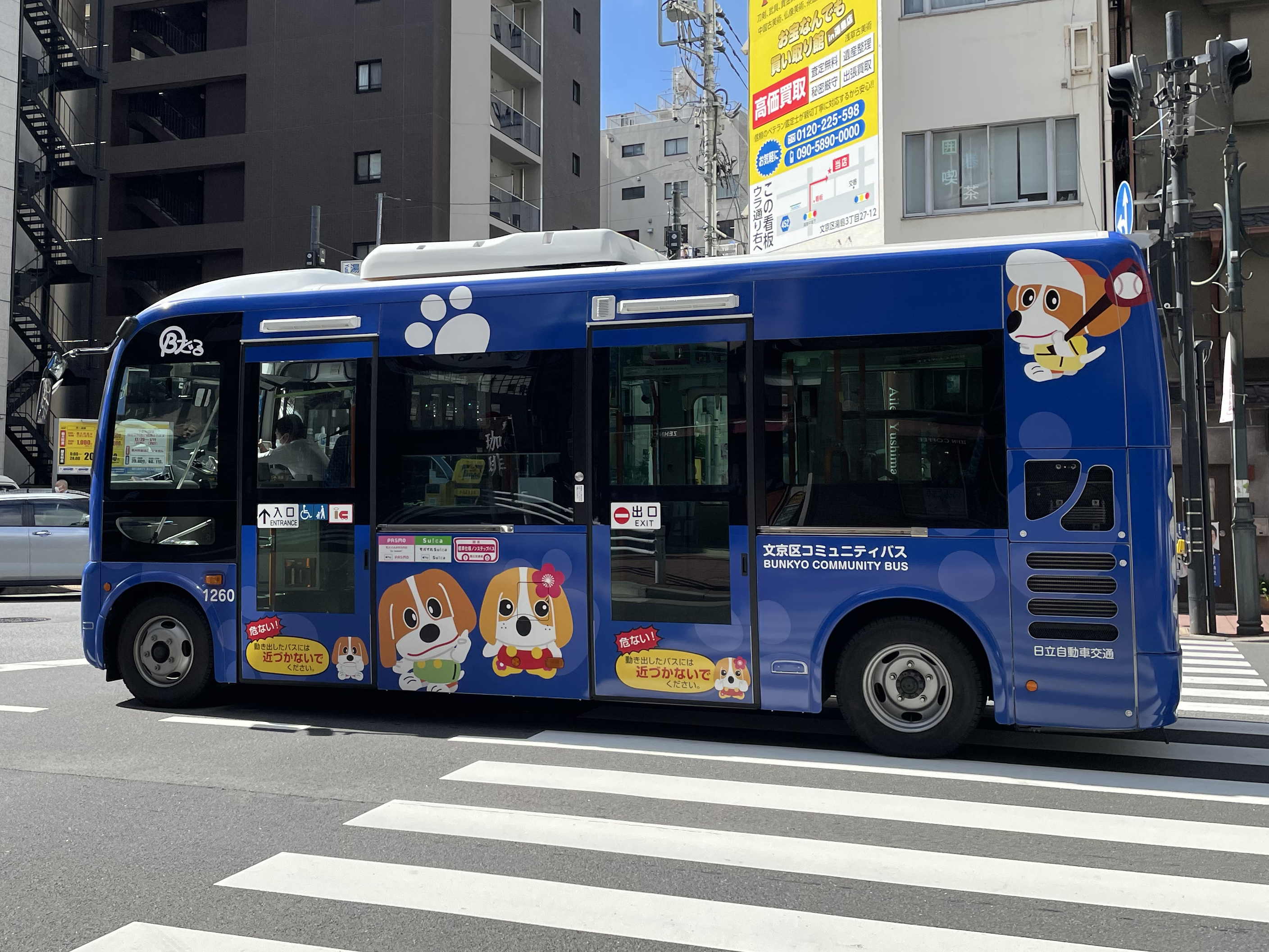
Bーぐる 本郷・湯島ルート用車両
（2021年9月30日〜)

Bーぐる（ビーぐる）は、東京都文京区内を循環するコミュニティバスである。2007年（平成19年）4月26日に運行を開始した。運行開始時より日立自動車交通に運行を委託している。

## 概要
千駄木・駒込ルート、目白台・小日向ルート、本郷・湯島ルートの3路線が運行されている。年中無休、午前7時台の一部区間を除いた平日・土休日共通の20分間隔のパターンダイヤで各路線毎日39本運行されている。2025年4月15日から、土日祝のみ30分間隔のダイヤが導入されている。
イメージキャラクターは、「Bｰぐる」の愛称からビーグル犬をモチーフにした「びぃ」と、目白台・小日向ルート新設時に誕生した「びぃ」の妹キャラクターとされる「るぅ」があり、バスの車体デザインをはじめ、一日乗車券、普通回数券、時差回数券、1か月定期券などの各種乗車券のデザインにも使用されている。
停留所は各ルート別に色分けされており、千駄木・駒込ルートの停留所はオレンジ色、目白台・小日向ルートの停留所は赤色、本郷・湯島ルートの停留所は青色に色分けされている。
降雪、路面凍結等の影響や、白山地域で開催される白山祭り、播磨坂桜並木で開催されるさくらまつり、富士神社周辺で開催される鎮火祭、護国寺周辺で開催される今宮神社例大祭などの行事が行われる際には、臨時の迂回運行を行う。迂回時には専用の行先表示・車内放送が使用される。

## 歴史
- 2007年（平成19年）
  - 4月26日 - Bーぐるの運行を開始[3]。
    - 開通記念として、4月26、27日に限り料金を無料とする[3]。
- 2008年（平成20年）4月1日 - 「巣鴨駅南（本駒込六丁目）」停留所の新設と「おもちゃ王国」から「ミーツポート」への名称変更を実施[4]。
- 2009年（平成21年）4月1日 - 「白山上」および「富士神社前」停留所が新設され、従来の「白山下（春日駅方面）」は「白山五丁目」へと名称を変更、新たに春日駅方面も千駄木駅方面と同一の「白山下」に停車[5]。
- 2011年（平成23年）
  - 10月10日 -  第2路線の概要が発表される[6]。
  - 11月1日 - 千駄木・駒込ルートの起終点が「文京シビックセンター」から「ラクーア」に変更。
  - 12月21日 - 目白台・小日向ルート運行開始。既存路線の名称は千駄木・駒込ルートとなる。
    - 開通記念として、12月21、22日に限り料金を無料とする。
- 2012年（平成24年）
  - 5月20日 - 目白台・小日向ルートの「目白台一丁目」停留所の移設を行う。
  - 6月1日 - 千駄木・駒込ルートの「巣鴨駅南（本駒込六丁目）」停留所を「すがも腎クリニック（本駒込六丁目）」に名称変更。
  - 8月1日 - 目白台・小日向ルートに「こんにゃくえんま」停留所を新設。ダイヤ改正。
  - 8月13日 - バス停地先の建物建て替え工事に伴い、目白台・小日向ルートの「水道二丁目」停留所を休止。
  - 8月20日 - バス停地先の建物建て替え工事に伴い、千駄木・駒込ルートの「白山一丁目」停留所を約1年間の予定で移設。
  - 8月22日 - バス停地先の建物建て替え工事に伴い、目白台・小日向ルートの「水道二丁目」停留所を2013年6月頃まで、移設のうえ仮設バス停を設置。
  - 12月21日 - 目白台・小日向ルートが開業1周年を迎えたのを機に、「びぃ」の妹キャラクターの愛称を「るぅ」に決定。
- 2013年（平成25年）1月1日 - 椿山荘が『ホテル椿山荘東京』に名称変更したことに伴い、目白台・小日向ルートの「椿山荘」停留所を「ホテル椿山荘東京」に名称変更。
- 2014年（平成26年）
  - 11月1日 - 目白台・小日向ルートの「大塚一丁目」停留所を「跡見女子大西門前」に名称変更したうえで、バス停を60m移設。
  - 12月21日 - 目白台・小日向ルートの「拓殖大学国際教育会館前」停留所を「新大塚公園」に名称変更。
- 2015年（平成27年）
  - 4月1日 - 千駄木・駒込ルートと目白台・小日向ルートの相互乗継無料化。「服部坂下」停留所を「文京総合福祉センター」に名称変更したうえで、小日向・茗荷谷方面行きのバス停を文京総合福祉センター正面入口前に移設[7]。
  - 5月18日 - ダイヤ改正。千駄木・駒込ルートの所要時間は70分（改正前69分）、目白台・小日向ルートの所要時間は65分（改正前58分）となり、シビックセンターでの乗継は15分（改正前2分）となった。その一方で、千駄木・駒込ルートから目白台・小日向ルートへの乗換は４分（改正前6分）となった[8]。
  - 10月25日 - 文京シビックホール大ホールバックヤードにおいて新車両お披露目会を開催。
  - 11月1日 - 千駄木・駒込ルートの車両を新車両に置き換える（詳細は後述）。
- 2016年（平成28年）
  - 4月1日 - 千駄木・駒込ルートの「7・35 春日駅」を「7・35 三田線春日駅」に、目白台・小日向ルートの「32 後楽園駅」を「32 南北線後楽園駅」に名称変更する。
  - 8月 - バス停を新デザイン（英語表記・ピクトグラム対応）のものに順次取り替え。
- 2017年（平成29年）
  - 11月1日 - 千駄木・駒込ルートの「26 本駒込六丁目」を「26 六義公園運動場入口」、「27 すがも腎クリニック（本駒込六丁目）」を「27 本駒込六丁目」に、目白台・小日向ルートの「32 南北線後楽園駅」を「32 富坂下」に名称変更する。
- 2018年（平成30年）
  - 9月10日 - 目白台・小日向ルートの1台を「カイザースラウテルン号」として運行開始。
- 2019年（平成31年・令和元年）
  - 4月下旬～5月上旬 - 「カイザースラウテルン号」ラッピング運行終了。
  - 6月 - Googleマップ経路検索に対応。
  - 6月11日 - 令和元年6月定例議会において、本郷・湯島地域を新路線導入地域として検討する旨、成澤廣修区長が言及[9]。
  - 8月26日 - 東京オリンピック・パラリンピックのラッピング車両が運行開始[10]。
  - 10月 - 千駄木・駒込ルート「13 白山上」バス停を都営バスと共用化[11]。
  - 11月 - 本郷・湯島方面路線のニーズ調査の実施[11]。千駄木・駒込ルート「7 三田線春日駅」バス停を同駅A4出口付近へ移設[11]。
- 2020年（令和2年）
  - 2月 - 本郷・湯島方面路線の運行する事業者について、プロポーザル方式により募集開始[12]。
  - 7月 - 本郷・湯島方面路線の運行する事業者について、プロポーザル方式により決定。
  - 12月- 本郷・湯島地域における第3路線の、令和3年度上半期の運行開始を目指し、沿線地域を中心に運行計画の説明会を開催。
- 2021年（令和3年）
  - 9月30日 - 本郷・湯島ルート運行開始[13]。
  - 11月1日 - 千駄木・駒込ルート「7 三田線春日駅」を「7 文京小石川クリニック（三田線春日駅）」に、「15 日本医大前」を「15 向丘二丁目」に名称変更、「16　日本医大病院」を新設、以後のバス停番号を繰り下げ一部でダイヤ変更[14]。
- 2022年（令和4年）
  - 3月26日 - 本郷・湯島ルート「20 湯島天神入口」を南に70m移設し、「20 サミットストア湯島天神南店」に名称変更。
  - 3月31日 - バス利用特典サービス（バス特）によるバスポイント及び特典バスチケットの付与を終了[15]。
  - 5月28日 - 千駄木・駒込ルート「36 三田線春日駅」を「36 春日後楽園皮フ科（三田線春日駅）」に名称変更。
- 2024年（令和6年）
  - 10月1日 - 本郷・湯島ルート「4 宇佐美本郷ビル前」を「4 宇佐美本郷ビル前（壱岐坂上）」に名称変更。
- 2025年（令和7年）
  - 4月1日 - 各ルート「1 文京シビックセンター（春日駅前）」と周辺停留所との間の乗り継ぎを、相互無料乗継の対象に追加。3か月定期券を販売開始[16]。
  - 4月15日 - 各ルートでダイヤ改正。乗務員不足への対応として、当面の間土日祝は30分間隔のダイヤを導入[17]。
  - 7月1日 - 本郷・湯島ルート「24 菊坂下」を「24 メレ・ド・ショコラ本店前（菊坂下）」に名称変更[18]。

## 運行内容

### 運賃・乗車券類
出典：
運賃は大人・小人とも100円で、PASMO、Suicaなど交通系ICカードも利用可能で、バス特典サービスの対象である。
- 一日乗車券：300円
- 回数券：11枚つづり1冊1,000円で発売
  - 2008年9月1日より、隣接する東京都北区のコミュニティバスであるK バス（同じ日立自動車交通が運行受託）と回数券に限り相互利用可能となった。
- 時差回数券：13枚つづり1冊1000円で発売。乗車する時間が土曜・日曜休日の午前中に限り有効な回数券である。
- 1か月定期券：1か月有効の定期券で3,000円。持参人1人に限り誰でも利用可能。
- 3か月定期券：3か月有効の定期券で9,000円。持参人1人に限り誰でも利用可能。

### 乗継券・乗換券
いずれも無料である。
- 乗継券：以下のバス停で乗り換える際、乗務員に申告して受け取る。
  - 千駄木・駒込ルート「11 白山下」停留所で、『文京シビックセンター方面ラクーア行』から『千駄木・駒込方面行』に乗り継ぐとき。
  - 目白台・小日向ルート「6・21 文京総合福祉センター」停留所で、『江戸川橋・目白台方面行』と『茗荷谷・文京シビックセンター方面行』を相互に乗り継ぐとき。
  - 本郷・湯島ルート「7 消防署前通り」停留所で、『御茶ノ水駅方面行』と『菊坂・春日一丁目方面行』を相互に乗り継ぐとき。

- 相互乗継券：以下のバス停で乗り換える際、乗務員に申告して受け取る。
  - 「1 文京シビックセンター（春日駅前）」停留所で『千駄木・駒込ルート』と『目白台・小日向ルート』を相互に乗り継ぐとき。
  - 「1 文京シビックセンター（春日駅前）」停留所で『千駄木・駒込ルート』と『本郷・湯島ルート』を相互に乗り継ぐとき。
  - 「1 文京シビックセンター（春日駅前）」停留所で『目白台・小日向ルート』と『本郷・湯島ルート』を相互に乗り継ぐとき。

- 異なる停留所の相互乗継券：以下のバス停で相互に乗り換える際、乗務員に申告して受け取る。
  - 千駄木・駒込ルート「1 文京シビックセンター（春日駅前）」停留所と、本郷・湯島ルート「春日一丁目」停留所を相互に乗り継ぐとき。
  - 目白台・小日向ルート「1 文京シビックセンター（春日駅前）」停留所（江戸川橋・護国寺方面行もしくは終着）と、本郷・湯島ルート「春日一丁目」停留所を相互に乗り継ぐとき。
  - 目白台・小日向ルート「1 文京シビックセンター（春日駅前）」停留所（江戸川橋・護国寺方面行もしくは終着）と、千駄木・駒込ルート「ラクーア」停留所を相互に乗り継ぐとき。
  - 千駄木・駒込ルート「ラクーア」停留所と、本郷・湯島ルート「春日一丁目」停留所を相互に乗り継ぐとき。

- 乗換券：以下のバス停で乗り換える際、乗務員に申告して受け取る。
  - 目白台・小日向ルート「1 文京シビックセンター（春日駅前）」停留所で、『文京シビックセンター行』（終着）のバスから『江戸川橋方面行』のバスに乗り継ぐとき。

### キャンペーン
利用の促進を目的とした、様々なキャンペーンが行われている。
- 有効な「一日乗車券」の提示で小石川後楽園と六義園、旧安田楠雄邸の入場料金が割引。
- 有効な「一日乗車券」か「1か月定期券」の提示で紹介店舗で特典提供。
- 使用済の「一日乗車券」を集めると限定記念品の贈呈。
- 東日本大震災復興義援金付き「一日乗車券」を販売。
- 「かるたの街文京」のPRを兼ねて、ちはやふるラッピング、「ちはやふる一日乗車券」を販売。

## 住民参加

### 関連団体

#### Bーぐる研究会
事業評価、運営体制等について検討することを目的として、2008年5月から2009年3月まで9回に渡り開催された。その結果、住民参加体制については「Bーぐるが持続可能な自立した運営を目指すためには、利用者や地域の声を集約する組織を設け、地域組織、バス事業者、行政の三者が協働し、サービス内容や運行計画等について、協議、調整できる場（沿線協議会）を設置することが望ましい」などとする報告が提出された。

#### Bーぐる沿線協議会
2010年10月、文京区は「文京区コミュニティバスBーぐる沿線協議会」を設置した。同協議会では、団体、協賛企業代表、公募委員、運行事業者、学識経験者、区職員等によりBーぐるの利便性の向上や安定的運営等に関する事項について協議が行われている。

#### 公募委員
任期2年。改選時には区報等で告知がなされ、面接等による選考を経て決定される。

#### Bーぐる友の会
公募委員を中心とした有志により、沿線の跡見学園女子大学等の協力を得て車内放映映像を制作しているほか、リーフレット「beople」の発行、夏休みBーぐる洗車ツアーやBーぐる市といった各種利用促進イベントの企画運営が行われている。これらの取り組みを行っているプロジェクトチームについて、2015年12月から「Bーぐる友の会」と称して活動することとなった。

### 利用促進策

#### Bーぐるマップ・Bーぐる＋ワン!
文京区が発行する無料のリーフレット（年3〜4回発行）。路線図・時刻表のほか「Bーぐる＋ワン！」ショップサービスなどの特典情報が掲載されている。2014年5月23日、TBSテレビ番組「朝チャン」の「チャン知り」コーナーにおいて、「観光パンフレット人気の秘密」と題し、文京区観光協会作成「おさんぽくん」とともに、「Bーぐる＋ワン！」の特典が紹介された。「Bーぐる＋ワン！」ショップサービスは、協力店から協賛金を徴収せず、料金の割引やポイントアップ、1品サービスなどの特典を提供してもらうものである。

#### リーフレット「beople」
Bーぐる沿線協議会が発行する無料のリーフレット（年3〜4回発行）。主に出口付近の車内ラックに搭載されている。キャッチコピーは「まちとひとをつなぐ　Bーぐる沿線情報誌」。

#### 車内ディスプレイ
B－ぐる用車両には、運転席後背部にディスプレイが設置され、Bーぐる沿線協議会制作の動画が放映されている。このディスプレイは当初、千駄木・駒込ルート用車両にのみ設置されていたが、2016年4月より目白台・小日向ルート用の一部車両にも設置された。なお、車内前面中央部のディスプレイは停留所名称表示・啓蒙表示に限られ、動画の放映用ではない。

#### デコレーション
2015年12月13日から「Bーぐる友の会」の発案により、各ルート1台ずつ、前面ロゴマーク上にクリスマス仕様エンブレムのマグネットを貼り付けて運行。その後「文京花の五大まつり」にあわせた車内装飾、マグネットエンブレムなどを設置。

## 現行路線

### 千駄木・駒込ルート
| 番号 | 停留所名称                          | 接続鉄道路線                                                  | 備考                              |
| ---- | ----------------------------------- | ------------------------------------------------------------- | --------------------------------- |
| 6    | ラクーア                            |                                                               |                                   |
| 7    | 文京小石川クリニック（三田線春日駅) | 都営地下鉄： 三田線                                           |                                   |
| 8    | 文化シヤッター前                    |                                                               |                                   |
| 9    | クイーンズ伊勢丹小石川店前          |                                                               |                                   |
| 10   | 指ヶ谷小学校                        |                                                               |                                   |
| 11   | 白山下                              |                                                               |                                   |
| 12   | 白山駅                              | 都営地下鉄： 三田線                                           |                                   |
| 13   | 白山上                              |                                                               |                                   |
| 14   | 向丘一丁目                          |                                                               | 都営バス 向丘一丁目停留所と共用   |
| 15   | 向丘二丁目                          |                                                               |                                   |
| 16   | 日本医大病院                        |                                                               |                                   |
| 17   | 千駄木二丁目                        |                                                               | 都営バス 千駄木二丁目停留所と共用 |
| 18   | 千駄木駅（団子坂下）                | 東京メトロ： 千代田線                                         |                                   |
| 19   | 特養ホーム千駄木の郷                |                                                               |                                   |
| 20   | 千駄木小学校                        |                                                               |                                   |
| 21   | 駒込病院                            |                                                               |                                   |
| 22   | 本駒込三丁目                        |                                                               |                                   |
| 23   | 富士神社前                          |                                                               |                                   |
| 24   | 昭和小学校（上富士前）              |                                                               | 都営バス 上富士前停留所と共用     |
| 25   | 六義園入口                          |                                                               |                                   |
| 26   | 南北線駒込駅                        | 東京メトロ： 南北線 JR東日本： 山手線                         |                                   |
| 27   | 六義公園運動場入口                  |                                                               |                                   |
| 28   | 本駒込六丁目                        |                                                               | 都営バス 本駒込六丁目停留所と共用 |
| 29   | 千石駅                              | 都営地下鉄： 三田線                                           |                                   |
| 30   | 特養ホーム白山の郷                  |                                                               |                                   |
| 31   | 東洋大学前                          |                                                               |                                   |
| 32   | 白山五丁目                          |                                                               |                                   |
| 11   | 白山下                              |                                                               | 千駄木・駒込方面に乗り継ぎ可能    |
| 33   | 指ヶ谷小学校                        |                                                               |                                   |
| 34   | 白山一丁目                          |                                                               |                                   |
| 35   | 文化シヤッター前                    |                                                               |                                   |
| 36   | 春日後楽園皮フ科（三田線春日駅）    | 都営地下鉄： 三田線                                           |                                   |
| 1    | 文京シビックセンター（春日駅前）    | 東京メトロ： 丸ノ内線・ 南北線 都営地下鉄： 三田線・ 大江戸線 | 都営バス 春日駅前停留所と共用     |
| 2    | 小石川後楽園入口                    |                                                               |                                   |
| 3    | 後楽一丁目                          |                                                               |                                   |
| 4    | 東京ドームホテル                    |                                                               | 敷地内フロント車寄せ乗り入れ      |
| 5    | ミーツポート                        | 都営地下鉄： 三田線 JR東日本： 中央・総武線（各駅停車）       |                                   |
| 6    | ラクーア                            |                                                               |                                   |

### 目白台・小日向ルート
| 番号 | 停留所名称                       | 接続鉄道路線                                                  | 備考                                                              |
| ---- | -------------------------------- | ------------------------------------------------------------- | ----------------------------------------------------------------- |
| 1    | 文京シビックセンター（春日駅前） | 東京メトロ： 丸ノ内線・ 南北線 都営地下鉄： 三田線・ 大江戸線 | 都営バス 春日駅前停留所と共用                                     |
| 2    | 小石川税務署                     |                                                               |                                                                   |
| 3    | 後楽二丁目                       |                                                               |                                                                   |
| 4    | トッパンホール 印刷博物館        |                                                               |                                                                   |
| 5    | 水道二丁目                       |                                                               |                                                                   |
| 6    | 文京総合福祉センター             |                                                               | 茗荷谷駅・文京シビックセンター方面に乗り継ぎ可能                  |
| 7    | 江戸川橋駅                       | 東京メトロ： 有楽町線                                         |                                                                   |
| 8    | 江戸川公園                       | 東京メトロ： 有楽町線                                         |                                                                   |
| 9    | 関口二丁目                       |                                                               |                                                                   |
| 10   | ホテル椿山荘東京                 |                                                               | 敷地内フロント車寄せ乗り入れ                                      |
| 11   | 目白台一丁目                     |                                                               |                                                                   |
| 12   | 目白台運動公園                   |                                                               |                                                                   |
| 13   | 日本女子大前                     |                                                               |                                                                   |
| 14   | 目白台二丁目                     |                                                               |                                                                   |
| 15   | アカデミー音羽                   |                                                               |                                                                   |
| 16   | 護国寺駅                         | 東京メトロ： 有楽町線                                         |                                                                   |
| 17   | 講談社前                         | 東京メトロ： 有楽町線                                         |                                                                   |
| 18   | 大塚二丁目                       |                                                               |                                                                   |
| 19   | 跡見女子大西門前                 |                                                               |                                                                   |
| 20   | 都営小日向二丁目アパート         |                                                               |                                                                   |
| 21   | 文京総合福祉センター             |                                                               | 江戸川橋駅・目白台方面に乗り継ぎ可能 降雪時は、迂回運行のため通過 |
| 22   | 小日向台町小学校                 |                                                               | 降雪時は、迂回運行のため通過                                      |
| 23   | 小日向二丁目                     |                                                               |                                                                   |
| 24   | 新大塚公園                       |                                                               |                                                                   |
| 25   | 窪町小学校                       |                                                               | 都営バス 窪町小学校停留所と共用                                   |
| 26   | 茗荷谷駅                         | 東京メトロ： 丸ノ内線                                         |                                                                   |
| 27   | 第一中学校                       |                                                               |                                                                   |
| 28   | 播磨坂                           |                                                               | 文京さくらまつり実施時は、迂回運行のため通過                      |
| 29   | 共同印刷                         |                                                               |                                                                   |
| 30   | 小石川一丁目                     |                                                               |                                                                   |
| 31   | こんにゃくえんま                 |                                                               |                                                                   |
| 32   | 富坂下                           | 東京メトロ： 南北線                                           |                                                                   |
| 1    | 文京シビックセンター（春日駅前） | 東京メトロ： 丸ノ内線・ 南北線 都営地下鉄： 三田線・ 大江戸線 | 都営バス 春日駅前停留所と共用                                     |

### 本郷・湯島ルート
| 番号 | 停留所名称                                 | 接続鉄道路線                                                                        | 備考                                                                               |
| ---- | ------------------------------------------ | ----------------------------------------------------------------------------------- | ---------------------------------------------------------------------------------- |
| 2    | 春日一丁目                                 |                                                                                     |                                                                                    |
| 3    | 東洋学園大学前                             |                                                                                     |                                                                                    |
| 4    | 宇佐美本郷ビル前（壱岐坂上）               |                                                                                     |                                                                                    |
| 5    | 湯島総合センター                           |                                                                                     |                                                                                    |
| 6    | 湯島四丁目                                 |                                                                                     |                                                                                    |
| 7    | 消防署前通り                               |                                                                                     | 菊坂・春日一丁目方面に乗り継ぎ可能                                                 |
| 8    | 順天堂病院前                               |                                                                                     | 都営バス（東43・茶51） 順天堂病院前停留所と共用                                    |
| 9    | 御茶ノ水駅前                               | JR東日本： 中央線（快速）・ 中央・総武線（各駅停車） 東京メトロ： 丸ノ内線          | 都営バス（東43） 順天堂病院前停留所と共用                                          |
| 10   | 日大病院                                   |                                                                                     | 千代田区地域福祉交通「風ぐるま」（秋葉原ルート、内神田ルート）日大病院停留所と共用 |
| 11   | 新御茶ノ水駅                               | 東京メトロ： 千代田線・ 丸ノ内線 都営地下鉄： 新宿線                                |                                                                                    |
| 12   | 聖橋                                       | JR東日本： 中央線（快速）・ 中央・総武線（各駅停車） 東京メトロ： 丸ノ内線          |                                                                                    |
| 13   | 湯島一丁目                                 |                                                                                     |                                                                                    |
| 14   | 東都文京病院入口                           |                                                                                     |                                                                                    |
| 15   | 湯島天神入口                               |                                                                                     |                                                                                    |
| 16   | 湯島駅                                     | 東京メトロ： 千代田線                                                               |                                                                                    |
| 17   | 上野松坂屋前                               | 東京メトロ： 銀座線・ 日比谷線 都営地下鉄： 大江戸線 JR東日本： 山手線・ 京浜東北線 |                                                                                    |
| 18   | 天神下                                     | 東京メトロ： 千代田線                                                               |                                                                                    |
| 19   | 湯島駅                                     | 東京メトロ： 千代田線                                                               |                                                                                    |
| 20   | サミットストア湯島天神南店（湯島天神入口） |                                                                                     |                                                                                    |
| 21   | 湯島二丁目                                 |                                                                                     |                                                                                    |
| 7    | 消防署前通り                               |                                                                                     | 御茶ノ水駅方面に乗り継ぎ可能                                                       |
| 22   | 本郷二丁目                                 | 東京メトロ： 丸ノ内線                                                               |                                                                                    |
| 23   | 菊坂通り                                   |                                                                                     |                                                                                    |
| 24   | メレ・ド・ショコラ本店前（菊坂下）         |                                                                                     |                                                                                    |
| 25   | 富坂下                                     | 東京メトロ： 南北線                                                                 |                                                                                    |
| 1    | 文京シビックセンター（春日駅前）           | 東京メトロ： 丸ノ内線・ 南北線 都営地下鉄： 三田線・ 大江戸線                       | 都営バス 春日駅前停留所と共用                                                      |
| 2    | 春日一丁目                                 |                                                                                     |                                                                                    |

## 車両

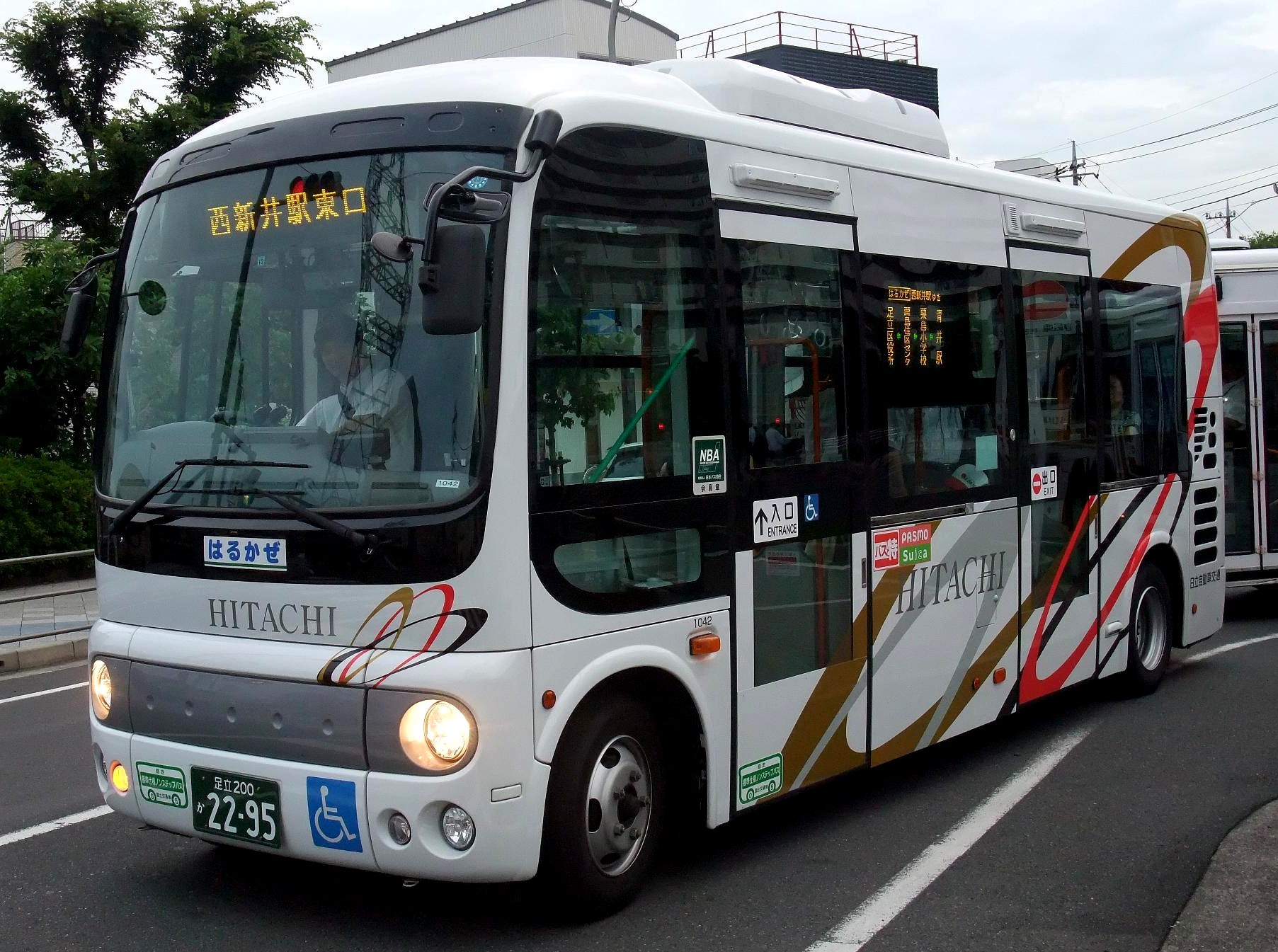
日立自動車交通 Bーぐる代走車両
（写真ははるかぜ運用時）

千駄木・駒込ルート、目白台・小日向、本郷・湯島ルートとも、現在は日野・ポンチョが使用されている。各ルートの車両は製造時期が違うため保安基準等が異なり、細部の仕様に差異がある。
Bーぐる専用車が点検等で運用に就けない際は、日立自動車交通の一般車両で代走される（両ルートともに日野ポンチョ）。

### 千駄木・駒込ルート
- 車両：日野ポンチョ（SDG-HX9系）
- 運行開始日：2015年11月1日
- 車体カラー：オレンジをベースに、各所に肉球を配置
- イラストパターン：1種類
- 前面ロゴマーク：「びぃ」と「るぅ」をデザイン
- シートデザイン：青基調のモケットにチェック柄

2007年4月26日の開業当初（現在の千駄木・駒込ルート）より、三菱ふそう・エアロミディME（PA-ME17DF系）が使用されていたが、2015年11月1日より日野ポンチョに置き換えられた。
根津神社つつじまつりの時期には、千駄木・駒込ルートにおいて「つつじ」と「びぃ」がラッピングされた三菱ふそう・エアロミディMEが運行されていた。
千駄木・駒込ルートの車両置き換えに伴い、2015年10月25日に新車両の内覧会が文京シビックセンター大ホールバックヤードにて行われた。

### 目白台・小日向ルート
- 車両：日野ポンチョ（2DG-HX9系）
- 運行開始日：2020年9月12日
- 車体カラー：ホワイトをベースに、車体下部はオレンジのグラデーション
- イラストパターン：2種類（各イラスト2台ずつ）
- 前面ロゴマーク：「びぃ」をデザイン
- シートデザイン：青基調のモケットに「びぃ」を配置

## 利用状況

### 輸送実績
年度ごとの利用者数は以下のとおり。表中、最高値を赤色で表記している。
| 年度別乗車実績 | 年度別乗車実績 | 年度別乗車実績     | 年度別乗車実績     | 年度別乗車実績     | 年度別乗車実績       | 年度別乗車実績       | 年度別乗車実績       | 年度別乗車実績   | 年度別乗車実績   | 年度別乗車実績   |
|                |                | 千駄木・駒込ルート | 千駄木・駒込ルート | 千駄木・駒込ルート | 小日向・目白台ルート | 小日向・目白台ルート | 小日向・目白台ルート | 本郷・湯島ルート | 本郷・湯島ルート | 本郷・湯島ルート |
| -------------- | -------------- | ------------------ | ------------------ | ------------------ | -------------------- | -------------------- | -------------------- | ---------------- | ---------------- | ---------------- |
| 年度           | 乗車人数合計   | 乗車人数           | １日平均           | １日/台            | 乗車人数             | １日平均             | １日/台              | 乗車人数         | １日平均         | １日/台          |
| 2007           | 386,292        | 386,292            | 1,140              | 285                | －                   | －                   | －                   | －               | －               | －               |
| 2008           | 496,343        | 496,343            | 1,360              | 340                | －                   | －                   | －                   | －               | －               | －               |
| 2009           | 509,564        | 509,564            | 1,396              | 349                | －                   | －                   | －                   | －               | －               | －               |
| 2010           | 509,959        | 509,959            | 1,397              | 349                | －                   | －                   | －                   | －               | －               | －               |
| 2011           | 593,155        | 523,958            | 1,432              | 358                | 69,197               | 692                  | 173                  | －               | －               | －               |
| 2012           | 823,467        | 492,186            | 1,348              | 337                | 331,309              | 908                  | 227                  | －               | －               | －               |
| 2013           | 870,214        | 488,657            | 1,339              | 335                | 381,557              | 1,045                | 261                  | －               | －               | －               |
| 2014           | 922,437        | 502,758            | 1,377              | 344                | 419,679              | 1,150                | 288                  | －               | －               | －               |
| 2015           | 945,892        | 501,409            | 1,370              | 343                | 444,483              | 1,214                | 304                  | －               | －               | －               |
| 2016           | 948,990        | 505,211            | 1,384              | 346                | 443,779              | 1,216                | 304                  | －               | －               | －               |
| 2017           | 941,767        | 495,794            | 1,358              | 340                | 445,973              | 1,222                | 306                  | －               | －               | －               |
| 2018           | 933,503        | 484,034            | 1,326              | 332                | 449,469              | 1,231                | 308                  | －               | －               | －               |
| 2019           | 927,375        | 487,564            | 1,336              | 334                | 439,811              | 1,205                | 301                  | －               | －               | －               |
| 2020           | 637,488        | 336,314            | 921                | 230                | 301,174              | 825                  | 206                  | －               | －               | －               |
| 2021           | 820,190        | 399,926            | 1,096              | 274                | 361,922              | 992                  | 248                  | 58,342           | 319              | 106              |

### 公的支援のあり方
Bーぐるでは、運行経費の一部を文京区が補助しているが、バス運行事業者の自主運行を基本としている。文京区は、調査・広報等の側面的支援及び補助金の交付を行っているが、バス事業者が持続的に事業を行うためには採算性を高めることが重要であるという考え方を示している。
また、文京区が公的支援を続けるための条件として「バス１台に対し一日300人の乗車が見込めること」または「営業収入が車両除却費を除いた経常経費の75%以上であること」という目安を設定し、運行開始から一定期間を経過してもこの条件を満たさない場合は、その後の公的支援の継続について再検討することとしている。
なお、毎年各路線ごとの補助金額は概ね2,400～2,500万円程度となっている。